# ARA Azopardo (1922)
El remolcador ARA Azopardo fue una unidad naval de la marina de guerra argentina. Su nombre honra al coronel de marina Juan Bautista Azopardo, primer jefe de una fuerza naval argentina en 1811 durante la Guerra de la Independencia.
Fue transferido por EE. UU. en 1922, como compensación por daños causados por el buque American Legion en el puerto de Buenos Aires. El Azopardo estuvo asignado a la División Instrucción de 1925 a 1928, en Puerto Belgrano de 1928 a 1929 y en la 1.ª División de 1929 a 1935. Finalmente fue radiado en 1941.